# Археологически разкопки
Археологическите разкопки са деструктивен метод на теренно археологическо проучване, чрез който се изясняват основните характеристики на археологическите обекти: хронология, вид и граници. Това включва изследване на заровени останки като сгради, съоръжения, предмети и други следи от минала човешка дейност, осъществявано чрез отстраняване на материалите и утайките, които ги покриват.

## История
Смята се, че първият случай на археологически разкопки е през 6 век пр.н.е., когато вавилонският цар Набонид разкопава под на храм, който е бил на хиляди години. По време на ранните римски периоди хората на Юлий Цезар разграбват бронзови артефакти, а към средновековния период европейците започват да изкопават саксии, частично възникнали от ерозия, и оръжия, които са се появили на земеделски земи. Антиквари разкопават надгробни могили в Северна Америка и Северозападна Европа, които понякога включват унищожаване на артефакти и техния контекст, губейки информация за субекти от миналото. Изтънчени и методични археологически разкопки са взети от античните копаещи кургани в началото до средата на 19 век, които все още се усъвършенстват днес.
Най-драматичните промени, настъпили с течение на времето, са количеството запис и грижите, които се полагат, за да се осигури запазване на артефакти и характеристики. В миналото археологическите разкопки са включвали произволно копаене за откриване на артефакти. Точните местоположения на артефакти не са регистрирани и не са взети измервания. Съвременните археологически разкопки се развиват, за да включват премахване на тънки слоеве утайки наведнъж, както и регистрирани измервания за местоположението на артефакти в даден обект.

## Обосновка
Съществуват два основни типа съвременни археологически разкопки:
1. Изследователски разкопки – когато са налични време и ресурси за пълно и спокойно разкопаване на обекта. Днес те са почти изключително резерват на академици или частни общества, които могат да съберат достатъчно доброволен труд и средства. Размерът на изкопа също може да бъде решен от директора, докато продължава.
2. Разкопки, ръководени от развитието – предприети от професионални археолози, когато обектът е застрашен от развитието на сградата.[5] Това обикновено се финансира от разработчика, което означава, че е налице времеви натиск, както и че той е фокусиран само върху зони, които ще бъдат засегнати от застрояване.[5] Въпросната работна сила обикновено е по-квалифицирана, а разкопките преди разработката също предоставят изчерпателен отчет за изследваните области. Понякога спасителната археология се смята за отделен тип разкопки, но на практика има тенденция да бъде подобна форма на ръководена от развитието практика.